# Palafrugell
Palafrugell település Spanyolországban, Girona tartományban. Palafrugell Begur, Mont-ras, Forallac, Torrent és Regencós községekkel határos. Lakosainak száma 24 300 fő (2024).

## Népesség
A település népessége az elmúlt években az alábbi módon változott:
| Lakosok száma | 820  | 6603 | 7905 | 11 145 | 17 343 | 19 635 | 22 109 | 22 942 | 22 974 | 24 300 |
|               | 1717 | 1887 | 1940 | 1965   | 1991   | 2003   | 2008   | 2013   | 2019   | 2024   |